# Lateinamerikanische Stadt
Lateinamerikanische Städte weisen oft typische gemeinsame Merkmale auf, die aus ihrer sozio-historischen Vergangenheit erklärbar sind.

## Typisierte Entwicklungsphasen

### Vorkoloniale Zeit

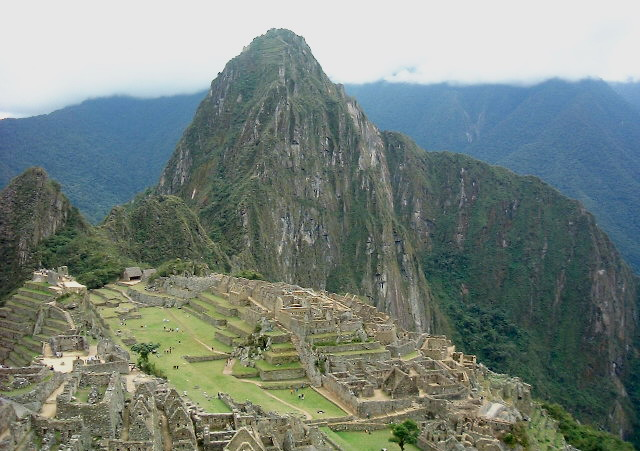
Die Inka-Festung Machu Picchu

Vor der Kolonialzeit bevölkerten Hochkulturen wie die Azteken, Maya, Olmeken, Zapoteken und Inka das heutige Lateinamerika. Ein Großteil ihrer Städte war an der West- und Ostküste angesiedelt. Im Zentrum dieser Städte befanden sich um Hauptplätze und Hauptwegeachsen Tempelanlagen, Pyramiden, Paläste, Zeremonialzentren, Observatorien, Ballspielstätten und Anderes; darum befanden sich, zumeist recht ungeordnet, die Wohnstätten.
Beispiele für solche Städte sind Tenochtitlán (Azteken, Mexiko), Chichén Itzá (Maya, Mexiko), Copán (Maya, Honduras), Palenque (Maya, Mexiko) und Monte Albán bei Oaxaca (Zapoteken, Mexiko). Einige Städte, vorwiegend in den Bergen, waren in einem Terrassen-, Treppen und Wegesystem angeordnet, beispielsweise Machu Picchu (Inka, Peru) und die Inka-Terrassen bei Písac (Peru).

### 1550–1820
Die spanischen Siedler ließen sich meist im kontinentalen Zentrum der Länder nieder und gründeten neue Städte, wodurch deren Anzahl deutlich stieg. Die Machtzentren der bisherigen Kulturen wurden entweder zerstört oder überbaut. Das Zentrum der Stadt war, wie auch in Spanien, der Hauptplatz, die Plaza Mayor, mit Kathedrale, Rathaus und Regierungssitz, umgeben von Wohnvierteln als Schachbrettmuster in quadratischen Blocks (sogenannte manzanas oder cuadras) von 120 m × 120 m.

### 1820–1920
Nach der Unabhängigkeit entstanden nach französischem Vorbild Prachtstraßen, Avenidas, Paseos oder Alamedas genannt, an denen die Oberschicht großzügige Wohnbauten errichtet. Mitte des 19. Jahrhunderts begann die erste Verstädterungsphase mit dem Zuzug europäischer Migranten. Dabei wuchsen die Städte zellenförmig.

### 1920–1950
Die zweite Verstädterungsphase setzte mit der beginnenden Modernisierung ein. Die Industrialisierung wurde unter anderem durch den zunehmenden Auf- und Ausbau der Eisenbahninfrastruktur vorangetrieben. Die Oberschicht siedelte sich daraufhin nach und nach in den Randgebieten der Stadt (Stadtperipherie) an (Suburbanisierung). Das Wirtschaftsziel war die importsubstituierende Industrialisierung, wobei der Ausbau des sekundären Wirtschaftssektors vorangetrieben wurde. Die Folge waren Landflucht und Binnenwanderung. In der Peripherie bilden sich Arbeitervororte (Sektorenbildung). Es entstanden innerstädtische und randstädtische Marginalviertel.
Es wurden verstärkt „Vecindades“ (Wohnbauten mit gemeinsamen Küchen und/oder Bädern) gebaut. In vielen Fällen wuchsen die Städte ungleichförmig, z. B. entlang der Eisenbahnschienen (asymmetrische Baulinie).

### 1950–1980
Die Zeit seit 1950 wurde hauptsächlich von Metropolisierung und Wirtschaftsaufschwung geprägt. Der Einzelhandel hoher Qualität verlagerte sich in die Stadtzentren. Parallel dazu entwickelte sich eine starke Kultur des Straßenhandels für Waren von geringerem Wert und Qualität. Oft entstanden moderne Kernstädte mit Büros und Banken, teils in den Stadtzentren, teils in der Oberschichtsvierteln. Aufgrund der weiterhin starken Zuwanderung von hauptsächlich verarmten Landbewohnern verstärkte sich die Slum-Bildung. Durch den Umzug der Oberschicht in die Stadtperipherie verstärkte sich der Gegensatz von „reicher und armer Stadt“. Mit steigender Autoverkehrskonzentration wurde die Luftverschmutzung zunehmend problematisch.

### Seit 1980
Die Modernisierung und Verdichtung des intraurbanen Schnellstraßennetzes ermöglichte die Beschleunigung des Verkehrs und machte den sub- und periurbanen Raum in der Fläche auch für die Ober- und Mittelschicht attraktiv. Dies ermöglichte auch nodale und fragmentierte Strukturen. In einigen Megacities wie etwa in São Paulo, Buenos Aires oder Santiago de Chile lassen sich gewaltige Infrastrukturvorhaben erkennen, die die bisher bekannten Größenordnungen suburbaner Erschließung sprengt. Aus Buenos Aires sind die Megaemprendimientos bekannt, bis zu 1.600 Hektar große Bauvorhaben mit mehreren tausend Wohneinheiten für die besser verdienenden Bevölkerungsschichten. Das größte dieser Projekte, das Nordelta in Buenos Aires, ist für bis zu 140.000 Einwohner vorgesehen. Fragmentierung ist eine neue Form der Entmischung von Funktionen und sozialräumlichen Elementen, wobei sich kleinste und größere, oft hermetisch abgeschottete funktions- oder sozialräumliche Elemente in einer völlig gegensätzlich strukturierten Umgebung ansiedeln.
Ein zweites Element der Fragmentierung lateinamerikanischer Städte bilden die heutigen Allokationstendenzen funktionaler Raumeinheiten. Besonders klar wird dies am Beispiel des Einzelhandels. Orientierten sich die ersten Einkaufszentren und Malls räumlich klar an den neuen suburbanen Villenvierteln der Oberschicht, so ist heute die Standortwahl weit weniger am sozialräumlichen Grundmuster orientiert. Aufgrund der Beschränkung des Zugangs auf die autofahrende Bevölkerung erfolgt eine automatische Sortierung der Kunden, indem ärmere Bevölkerungsschichten ohne jede autoritär erscheinende Zwangsmaßnahme praktisch automatisch ausgeschlossen bleiben.
Die massive Verbreitung von geschlossenen Wohnvierteln, gepaart mit der ebenfalls dispersen Anordnung von Einkaufs- und Erlebniszentren und schließlich der Tendenz zur freien und ebenfalls dispersen Lokalisierung von Bürotürmen, prägen die heutige Stadtstruktur.
Während alte Industriegebiete vielfach bereits verfallen, bilden sich in manchen Städten an den Flughäfen neue Wirtschaftsschwerpunkte heraus, die neben dem exklusiven Beherbergungsgewerbe auch großflächigen Einzelhandel, Erlebnisinfrastrukturen, Logistik und hochwertige, international handelbare Dienstleistungen umfassen. So wandelt sich die lateinamerikanische Stadt zu einem fragmentierten und segregierten Sozial- und Wirtschaftsraum.

## Typische bauliche Merkmale

### Spanisches Stadtmodell

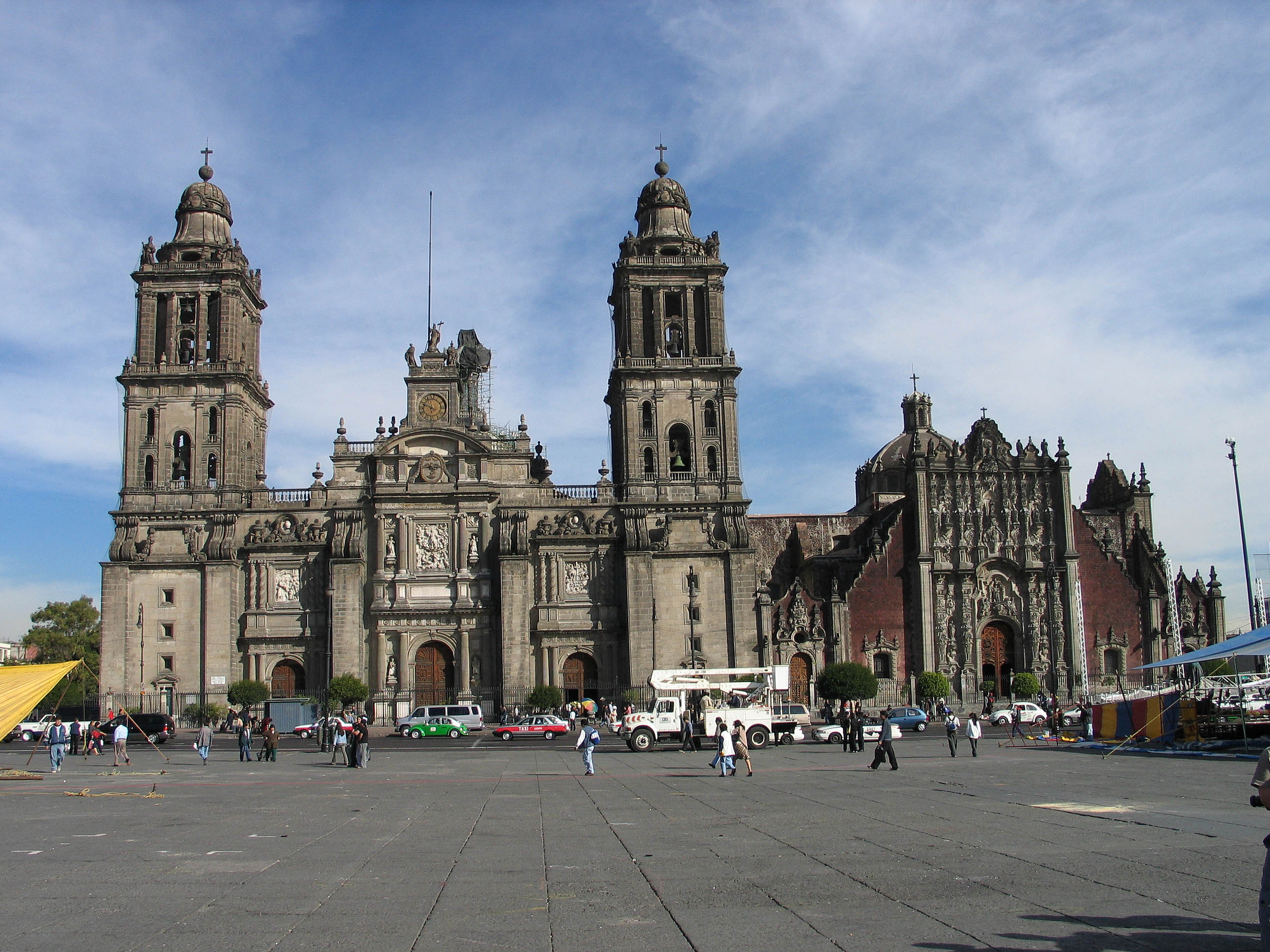
Die Plaza Mayor von Mexiko-Stadt mit Blick auf die Kathedrale

Die spanischen Siedler ließen sich meist im kontinentalen Zentrum der Länder nieder. Die Hauptstraßen sind daher auf zentral gelegene Städte ausgerichtet. Seit der Generalinstruktion (1521) wurden alle neuen baulichen Erweiterungen nach dem Schachbrettmuster angelegt. Das Zentrum der Stadt war der Hauptplatz, die Plaza de Armas, mit Kathedrale, Rathaus und Regierungssitz. Sie war umgeben von Wohnvierteln, die in quadratischen Blocks (sogenannte manzanas) von 120 m × 120 m angelegt waren. Um diese Wohnviertel herum befand sich der Ejido Urbano, ein quadratisches Stück Land, das in größere Parzellen (meist 8 × 8 manzanas) eingeteilt waren, auf denen Agrarwirtschaft betrieben wurde.
Ab dem 19. Jahrhundert begann sich die Stadtform langsam aufzulockern. Das Schachbrettmuster aus der Kolonialzeit blieb jedoch als Merkmal der allermeisten Städte Hispanoamerikas erhalten. Die ursprünglichen Wohnhäuser (Patiohäuser mit Innenhof) wurden durch größere Wohnblocks ersetzt bis hin zum Hochhaus-Boom des 20. Jahrhunderts.
Seit den 1970er Jahren wurden von deutschen und nordamerikanischen Geographen verschiedene sozialräumliche Modelle der spanisch-amerikanischen Stadt bzw. Stadtentwicklung publiziert
Das induktiv entwickelte Modell der lateinamerikanischen Stadtentwicklung von Axel Borsdorf, Jürgen Bähr und Michael Janoschka wurde von Gustavo Buzai mit Hilfe Geographischer Informationssysteme für viele spanisch-amerikanische Städte deduktiv verifiziert.

### Portugiesisches Stadtmodell
Im lusoamerikanischen Raum wurden die Städte meist an der Küste gegründet, nahe natürlicher Häfen wie Buchten, um den Handel zu begünstigen. Es gab meist keine geometrischen Anordnungen wie etwa das Schachbrettmuster, sondern die Bebauung richtet sich nur auf die Beschaffenheit der Umgebung (Berge, Küste, Exposition). Sie sind im Gebirge und an der Küste häufig amphitheatralisch angeordnet. In den alten Stadtvierteln herrschen im Unterschied zu Hispanoamerika keine Patiohäuser, sondern mehrstöckige enge Gebäude vor.

### Heutige Situation
Das Wachstum der Städte Lateinamerikas vollzieht sich heute meistens an den Haupt-Ausfallstraßen. Dort werden Industriegebiete und etwas abseits Wohngebiete ausgewiesen, manchmal bilden sie sich auch spontan, je nach Einfluss der Stadt in den Urbanisierungsprozess. Besonders wenn eine große Industrieanlage die Wirtschaft der Stadt dominiert, werden auch eigene Viertel für die Arbeiter dieser Industrie nahe der Produktionsstätte angelegt.

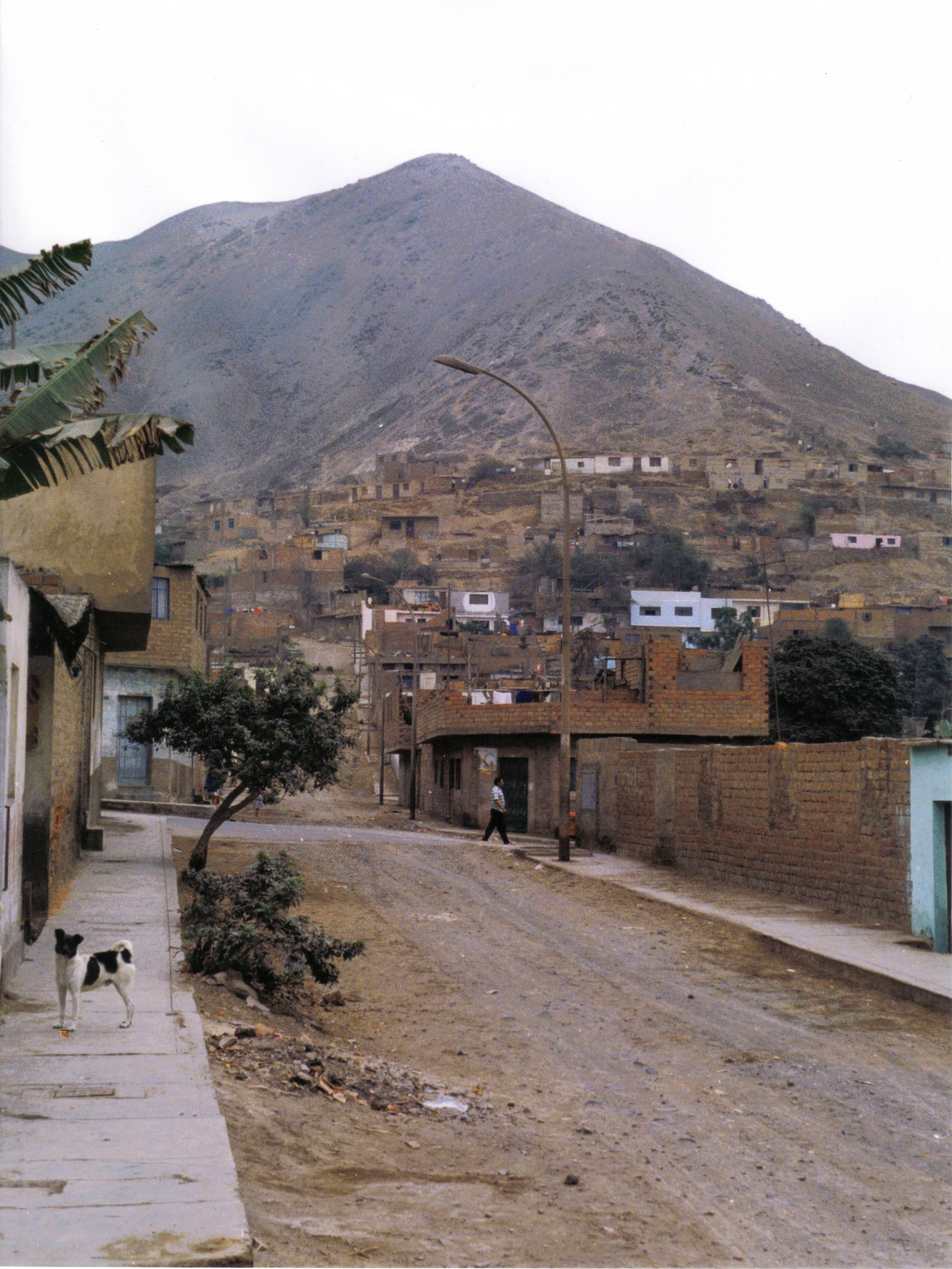
Informelle Siedlung in Comas

Rund um die offiziell ausgewiesenen Wohngebiete legen sich oft Ringe von informellen Siedlungen, bewohnt meist von Binnenwanderern. Diese verbessern häufig nach und nach – entweder spontan oder nach staatlichen oder von Nichtregierungsorganisationen organisierten Infrastrukturprogrammen – ihre Bausubstanz und Infrastruktur, ihre Grundbesitzverhältnisse werden legalisiert und sie werden so zu normalen Stadtvierteln. Eine begleitende Tendenz ist die Auslagerung der informellen Siedlungen in Sozialwohnungsviertel am Stadtrand.
Die Viertel der Ober- und Mittelschicht liegen häufig in zwei klar unterscheidbaren Gebieten der Stadt: einmal nahe dem Zentrum, oft in sanierten Stadtteilen der Altstadt, und andererseits ebenfalls an der Peripherie in Villenvierteln mit großen Grundstücken. Die zweite Tendenz wird seit den 1980er Jahren immer stärker, häufig werden große geschlossene Wohnanlagen angelegt, die das Stadtgebiet weit in die Peripherie ausdehnen.

## Soziale Merkmale
Häufig anzutreffen in lateinamerikanischen Großstädten ist eine extreme Ungleichheit der Wohnverhältnisse. Während die Villenviertel der Reichen selbst im europäischen Vergleich komfortabel wirken, wohnt ein manchmal hoher Anteil der Bevölkerung in informellen Siedlungen mit nur rudimentärer Infrastruktur. Das Phänomen der informellen Siedlungen ist in den meisten Ländern Lateinamerikas allerdings seit den späten 1990er Jahren auf dem Rückzug; Grund ist meist nicht nur die etwas bessere wirtschaftliche Situation, sondern vor allem ein Abflauen der Binnenwanderungsbewegungen, die diese Siedlungen in der Vergangenheit verursacht hatten.
Ein häufiges Phänomen lateinamerikanischer Städte ist, dass man die Peripherie in sozio-ökonomisch unterschiedliche Zonen einteilen kann, deren Zuordnung insbesondere den landschaftlich-klimatischen Bedingungen der jeweiligen Gebiete entspricht, die sie mehr oder weniger attraktiv machen.
Beispiele:
- In Buenos Aires, in dem der Río de la Plata von Nordwest nach Südost fließt, lebt die Oberschicht tendenziell im Nordwesten der Stadt. Die größten Viertel der Unterschicht befinden sich südöstlich des Zentrums, wo der Fluss bereits von Industrieabwässern verschmutzt ist.
- Im über 3.500 m hoch in einem Talkessel gelegenen und daher vom Klima her kalten La Paz wohnt die Oberschicht in den klimatisch begünstigten tiefer gelegenen Gebieten, während die Unterschicht an den Berghängen oder auf der umgebenden Hochebene in der Nachbarstadt El Alto wohnt.
- Umgekehrt ist die Situation im ebenfalls in einem Talkessel gelegenen Córdoba (Argentinien), das ein warmgemäßigtes Klima mit vielen Hitzetagen aufweist: Dort wohnt die Oberschicht hauptsächlich in höher gelegenen, damit kühleren und auch landschaftlich attraktiveren Vororten nordwestlich des Stadtzentrums, während die Unterschicht an der Peripherie im Talkessel selbst wohnt.

## Wirtschaftliche Merkmale
Die Industrie ist in den Städten Lateinamerikas unterschiedlich stark ausgeprägt. Insbesondere in den Andenländern wie etwa Peru oder Bolivien und Teilen Mittelamerikas (Guatemala, Honduras) ist sie nur wenig entwickelt, während in Staaten wie Brasilien und Argentinien große Industriegebiete die Städte prägen. Die Industriegebiete sind allgemein an den Hauptausfallstraßen der Städte angesiedelt und oft wegen des Fehlens einer einheitlichen Raumplanung mit Wohngebieten gemischt. In jüngster Zeit sind auch Industrieparks entstanden.

## Probleme lateinamerikanischer Großstädte

### Stadtökologische Probleme
Die ökologischen Probleme lateinamerikanischer Städte resultieren oft aus dem durchgängigen, starken Bevölkerungswachstum der Städte in der Zeit zwischen 1880 und 1980, das vor allem auf Binnenwanderungsbewegungen zurückgeht. Obwohl dieses Wachstum heute fast überall deutlich gebremst ist, bleiben große Infrastrukturprobleme bestehen, die besonders in den ärmeren Ländern nur langsam angegangen werden können.
So haben einige lateinamerikanische Städte im internationalen Vergleich sehr hohe Luftschadstoffkonzentrationen, da lange auf die Anlegung von Grünanlagen verzichtet wurde und die Industriebetriebe keinerlei Normen zum Umweltschutz (Filterung der Abgase) einhielt. Viele Städte verfügen über keine oder nur unzureichende Kläreinrichtungen, was Auswirkungen auf die Qualität des Trinkwassers hat. Ein weiteres Problem ist die unzureichende Müllentsorgung: Entweder wird der Müll verbrannt – meist in offenen Feuern ohne jegliche Schadstofffilterung – oder er wird auf teilweise großen Deponien entsorgt, die ohne sorgfältige Studien (z. B. über die Beeinträchtigung des Grundwassers) angelegt werden.

### Elendsviertel
In den Elendsvierteln (in Brasilien auch „Favelas“ genannt, in Mexiko „Ciudades perdidas“ und in Peru „Barriadas“) leben die Menschen auf engstem Raum zusammen. Die hygienischen Bedingungen sind oft sehr schlecht, es gibt z. B. kaum Kloakensysteme. Deshalb sind die Möglichkeiten für die Ausbreitung von Krankheiten sehr hoch. Die Kriminalität (Mord, Raub, Vergewaltigungen) ist in großen Elendsvierteln ebenfalls oft höher als in anderen Vierteln; vielfach sind Drogen- und Waffenhandel auf diese Gebiete konzentriert. Neben den randstädtischen Marginalvierteln gibt es in vielen Städten auch innerstädtische Gängeviertel, in Mexiko „Vecindades“, in Peru „Tugurios“ und in Chile „Coventillos“ genannt. Sie sind zum Teil heute von der Gentrifizierung betroffen.

### Sozialräumliche Segregation
Seit den 1980er Jahren sind nach nordamerikanischem Vorbild viele ummauerte oder umzäunte Wohnviertel (Gated Communities) oder gar Trabantenstädte entstanden, die teilweise bewacht oder anderweitig gesichert sind. Ursprünglich eher für die Oberschicht entwickelt, gibt es heute auch solche ciudades cerradas (geschlossene Viertel oder Städte) der Mittel- und Unterschicht. Sie werden oft conventillos (Condominien) genannt, weil den Bewohnern nur die Gebäude gehören, der Grund aber den Entwicklungsunternehmen gehört. Selbst Marginalviertel werden oft umzäunt und gesichert, ohne aber als Condominios zu gelten. Teilweise werden auch ganze Straßenzüge im Weichbild der Stadt mit Schranken und Zäunen abgesperrt.